# Åke Blomqvist

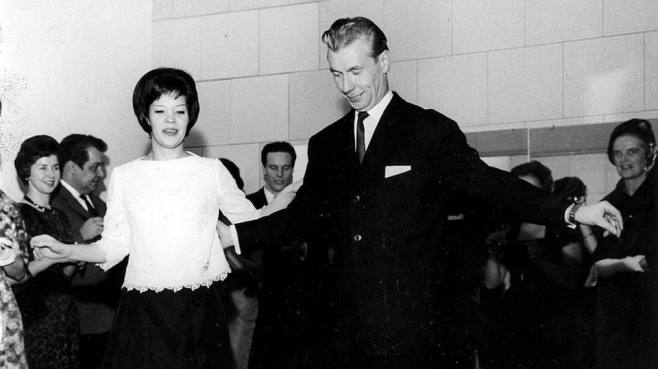
Åke Blomqvist, 1960.

Åke Arthur Blomqvist, född 14 december 1925 i Helsingfors, död 18 september 2013 i Helsingfors, var en finländsk dansinstruktör, aktiv sedan 1940-talet, och domare vid tangomarknaden i Seinäjoki. Tillsammans med sin fru Leena drev han dansskolor i Helsingfors, Tammerfors och Lahtis. Även parets två barn är danslärare.
Han var programledare för ett dansprogram som gick på lördagarna i finsk TV. 1980 visade han hur man dansar disco. Sedan detta programinslag började spridas via internet i början av 2000-talet har det blivit en klassiker med hundratusentals visningar på Youtube och ett tjugotal omgjorda versioner och parodier. Klädföretaget Diesel har gjort reklaminslag baserat på Åkes medverkan.
Blomqvist medverkade också i flera filmer.
Blomqvist avled i en plötslig sjukdomsattack i Helsingfors den 18 september 2013.

## Filmografi
- 1952 – Suomalaistyttöjä Tukholmassa, dansare
- 1957 – Kuriton sukupolvi, danslärare
- 1959 – Suuri sävelparaati, dansare
- 1960 – Kaks' tavallista Lahtista
- 1960 – Isaskar Keturin ihmeelliset seikkailut
- 1991 – Uuno Turhapuro herra Helsingin herra, danstävlingens domare